# Francesco Mancini
Francesco Mancini (Nápoles, 16 de enero de 1672–ibidem, 22 de septiembre de 1737) fue un organista y compositor italiano, miembro de la escuela napolitana de ópera. 

## Biografía
Estudió en el Conservatorio della Pietà dei Turchini de Nápoles, donde fue alumno de Francesco Provenzale y Gennaro Ursino. Compuso 29 óperas, entre las que destacan: L'Alfonso (1699), Idaspe fedele (1710) y Traiano (1721). Desarrolló toda su carrera en el Teatro San Bartolomeo de Nápoles, aunque una de sus óperas, Idaspe fedele, fue estrenada también en Londres. Su obras más famosa fue Traiano, una ópera seria a la que añadió dos intermezzi bufos.
Junto con Leonardo Leo, Domenico Natale Sarro y Giuseppe Sellitto compuso el pasticcio Demofoonte (1735), con libreto de Pietro Metastasio.
Además de óperas, compuso sonatas, serenatas, oratorios, cantatas, música sacra e instrumental.

## Obras

### Óperas
- Il nodo sciolto e ligato dall'affetto, o vero L'obligo e l disobligo vinti d'amore (1696)
- Arivisto (1702)
- Silla (1703)
- La costanza nell'honore (1704)
- Gli amanti generosi (1705)
- La serva favorita (1705)
- Alessandro il grande in Sidone (1706)
- Turno Aricino (1708)
- Artaserse (1708)
- L'Engelberta, o sia La forza dell'innocenza (1709)
- L'Idaspe fedele (1710)
- Mario fuggitivo (1710)
- Abdolomino (1711)
- La Semele (1711)
- Selim re d'Ormuz (1712)
- Agrippina (1713)
- Artaserse re d Persia (1713)
- Il gran Mogol (1713)
- Il Vincislao (1714)
- Alessandro Severo (1718)
- La fortezza in cimento (1721)
- Il Trajano (1723)
- L'Oronta (1728)
- Il ritorno del figlio con l'abito più approvato (1730)
- Alessandro nell'Indie (1732)
- Don Aspremo (1733)
- Demofoonte (1735)

### Música vocal profana
- Cara mura adorate (serenata, 1702)
- Il giorno eterno (serenata, 1708)
- Amore nel cuore di Partenope (serenata, 1708)
- Dafne in alloro (cantata, 1716)
- Cori per il Maurizio (1729)
- Mentre in dolce riposo (serenata)
- Nell'ore più quiete (serenata)

### Oratorios
- Dolorose Canzoni' (1698)
- L'amor divino trionfante nella morte di Cristo (1700)
- La notte gloriosa (1701)
- La nave trionfante sotto gli auspici di Maria Vergine (1701, Palermo)
- L'Arca del Testamento in Gerico (1704)
- Gli sforzi della Splendidezza e della Pietà (1707)
- Il genere umano in catene (1708)
- Il Giuseppe venduto (1711)
- Il sepolcro di Cristo Signor nostro (1713)
- Il sepolcro di Cristo fabbricato dagli Angeli (1716)
- La caduta di Gerico (1721)
- Il zelo animato, ovvero Il gran profeta Elia (1733)